# 2020 год в телевидении
Список «2020 год в телевидении» описывает события в мире телевидения, произошедшие в 2020 году.

## События

### Январь
- 1 января
  - Ребрендинг российского детского телеканала «Детский» в «Уникум»[1].
  - Прекращение вещания российского регионального телеканала «РЕН ТВ-Иркутск» и начало круглосуточного вещания телеканала «НТС»[источник не указан 1189 дней].
  - Начало вещания нового российского познавательно-развлекательного телеканала «Арсенал», вещающего в стандарте высокой чёткости (HD)[2].
  - Прекращение вещания российского регионального телеканала «СТС-Кузбасс» и начало вещания телеканала «Кузбасс Первый»[3].
  - Прекращение вещания российского регионального телеканала «СТС-Прима» и начало вещания телеканала «Прима»[4].
  - Прекращение вещания российского регионального телеканала «СТС-Челябинск» и начало вещания телеканала «URAL 1»[5].
- 9 января — Прекращение вещания российского регионального телеканала Забайкалья «Альтес»[6].
- 13 января — Переход украинских телеканалов «ICTV», «СТБ», «ОЦЕ» и «Новый канал» на вещание в стандарте высокой чёткости (HD)[7]
- 16 января — Запуск в России автомобильного телеканала «MotorTrend»[8].

### Февраль
- 3 февраля — Смена логотипа и графического оформления российского развлекательного телеканала «Ретро», а также его переход на формат вещания 16:9[9].
- 5 февраля — Переход российского регионального телеканала «Брянская губерния» на вещание в стандарте высокой чёткости (HD)[10].
- 10 февраля — Смена логотипа и графического оформления российского детского телеканала «Мультиландия»[11].
- 21 февраля — Переход российского федерального телеканала «ТВ Центр» на вещание в стандарте высокой чёткости (HD)[12].
- 26 февраля — Переход российского развлекательного телеканала «Ю» на формат вещания 16:9[13].

### Март
- 1 марта — Переход украинского информационного «5 канала» на вещание в стандарте высокой чёткости (HD)[14].
- 2 марта — Прекращение вещания российского познавательно-развлекательного телеканала «Мир увлечений» и начало вещания познавательно-развлекательного телеканала «#КтоКуда»[15].
- 2 марта — запуск общего калининградского регионального телеканала «Запад 24»[16].
- 3 марта — Переход украинских телеканалов «2+2» и «ТЕТ» на вещание в стандарте высокой чёткости (HD)[17].
- 10 марта — Прекращение вещания российского развлекательного телеканала «Открытый HD»[18].
- 15 марта — Начало вещания украинского телеканала «ICTV Ukraine» — международной версии телеканала «ICTV»[19].

### Апрель
- 1 апреля — Ребрендинг российского музыкального телеканала «Ля Минор ТВ» в «Ля Минор. Мой музыкальный»[20].
- 6 апреля — Ребрендинг российского познавательно-развлекательного телеканала «Охотник и рыболов» в «Рыболов»[21].
- 15 апреля — Приостановка вещания российского музыкального телеканала «Наше ТВ»[22].
- 23 апреля — Переход украинского детского телеканала «ПлюсПлюс» на вещание в стандарте высокой чёткости (HD)[23].
- 28 апреля — Ребрендинг российской версии познавательно-развлекательного телеканала «H2» в «History 2»[24].

### Май
- 1 мая — Прекращение вещания российского регионального телеканала «Екатеринбург-ТВ» (ЕТВ)[25].
- 3 мая — Начало вещания компанией CNN информационного телеканала Чехии «CNN Prima News[чеш.]»[26].
- 12 мая — Начало вещания в России телеканала о дизайне и обустройстве жилья «HGTV Home & Garden»[27].
- 18 мая — Изменение логотипа и графического оформления российского познавательно-развлекательного телеканала «Загородный»[28].
- 22 мая — Смена логотипа и графического оформления российского развлекательного телеканала "ВКИК".[29]

### Июнь
- 1 июня
  - Ребрендинг международной версии музыкального телеканала «MTV Dance» в «Club MTV»[30]
  - Запуск в России развлекательного телеканала «SAN PORTO»[31].
  - Прекращение вещания ночного блока канала «Яндекс» на частоте телеканала «ВКИК». [32]
- 22 июня — Изменение логотипа и графического оформления российского развлекательно-познавательного телеканала «Телепутешествия»[33].
- 30 июня
  - Полноценное отключение аналогового эфирного телевидения в Украине[34].
  - Запуск в Казахстане телеканала о культуре «Абай ТВ»[35].

### Июль
- 15 июля — Изменение логотипа и графического оформления российского регионального телеканала Хабаровского края «Губерния» и его переход на формат вещания 16:9[источник не указан 1189 дней].
- 22 июля — Запуск в России спортивного телеканала «GolfTV»[36].
- 27 июля — Прекращение вещания казахстанского развлекательного телеканала «Tamasha TV»[37].

### Август
- 1 августа — Прекращение вещания российского регионального телеканала «Артём ТВ»[38].
- 24 августа — Смена логотипа и графического оформления украинского телеканала «1+1»[источник не указан 1189 дней].

### Сентябрь
- 1 сентября
  - Начало вещания в России киноканала «Мосфильм. Золотая коллекция»[39].
  - Переход украинского информационного телеканала «УНИАН» на вещание в стандарте высокой чёткости (HD)[40].
  - Переход российского православного телеканала «Спас» на формат вещания 16:9[41].
- 7 сентября — Переход межгосударственного телеканала «БелРос» на формат вещания 16:9[42].
- 10 сентября — Изменение логотипа и графического оформления российского телеканала «Время»[43].
- 18 сентября — Начало вещания в России развлекательно-познавательного канала «Discovery Ultra» вещающего в стандарте сверхвысокой чёткости (4K UHDTV)[44].
- 28 сентября — Изменение логотипа и графического оформления телеканала «Investigation Discovery» на европейском и российском рынках.

### Октябрь
- 1 октября
  - Прекращение вещания российского образовательного телеканала «Первый образовательный»[45].
  - Прекращение вещания российского спортивного телеканала «ProГонки»[46].
  - Изменение графического оформления российского музыкального телеканала «Ля Минор. Мой музыкальный»[47].
  - Начало вещания российского музыкального телеканала «Bridge TV Шлягер»[48]
- 5 октября — Ребрендинг телеканала «MTV Rocks» в «MTV 90s» и телеканала «VH1 Classic» в «MTV 80s»[49].
- 7 октября — Изменение графического оформления телеканала «VH1».
- 12 октября — Изменение графического оформления телеканала «Конный мир»[50].
- 19 октября
  - Запуск в России судебного телеканала «Зал суда» и юмористического телеканала «Gagsnetwork»[51].
  - Переход российского развлекательного телеканала «2х2» на формат вещания 16:9[52].
  - Переход российского регионального телеканала Новосибирской области «НСК 49» на формат вещания 16:9[53].
- 20 октября — Смена логотипа и графического оформления украинского телеканала «СТБ»[источник не указан 1189 дней].
- 21 октября — Начало вещания в России развлекательно-познавательного телеканала «Под водой»[54].

### Ноябрь
- 3 ноября — Изменение слогана и графического оформления телеканала «А2»[55].
- 9 ноября — Изменение логотипа и графического оформления телеканала Совета Федерации «Вместе-РФ».
- 16 ноября
  - Начало вещания в России сериального телеканала «Timeless Dizi Channel (TDC)»[56].
  - Начало вещания в России спортивно-развлекательного телеканала «Trace Sport Stars» и музыкального телеканала «Trace Urban»[57].
- 19 ноября — Изменение логотипа и графического оформления российского фильмового телеканала «Хит»[58].

### Декабрь
- 1 декабря 
  - Изменение логотипа и графического оформления российского познавательного телеканала «Приключения»[59].
  - Переход российского фильмового телеканала «Cinema» на формат вещания 16:9.
- 12 декабря — Ребрендинг российского фильмового телеканала «Наш кинороман» в «Душевное».
- 15 декабря — Запуск компанией «Старт» для оператора «Триколор» спортивного телеканала «Хоккейный», транслирующего матчи МХЛ, ВХЛ и любительских турниров [60].
- 18 декабря — Запуск компанией «МТС Медиа» в тестовом режиме телеканалов «KinoJam1», транслирующего российские фильмы и сериалы, и «KinoJam2», транслирующего зарубежные фильмы и сериалы[61].
- 22 декабря — Переход российского познавательного телеканала «Nano» на формат вещания 16:9.
- 28 декабря — Сахалинский холдинг АСТВ запускает вещание круглосуточного информационного канала[источник не указан 1189 дней].
- 29 декабря — Прекращение вещания российского регионального телеканала Нижнего Новгорода «Первый городской телеканал»[62].
- 30 декабря — Закрытие реалити-шоу «Дом-2» на российском развлекательном телеканале ТНТ[63].
- 31 декабря — Полное отключение аналогового телевидения на Украине[64].